# Liabeae
Liabeae  — триба подсемейства Цикориевые (Cichorioideae) семейства Астровые (Asteraceae).

## Описание и ареал
Представители трибы  — многолетние травянистые растения, кустарники, небольшие деревья до 6 м высотой.
Листья обычно расположены поочередно вдоль ствола; бывают ланцетной, яйцевидной, пальчатой формы.
Обитают в тропических лесах.
Встречаются в Центральной и Южной Америке.

## Роды
В трибу входят 4 подтрибы, включающие в себя 18 родов и 165 видов.
По данным NCBI триба включает в себя следующие роды:
- Подтрибa Liabinae Dumort., 1829
- Ferreyranthus H.Rob. et Brettell
- Dillandia V.A.Funk & H.Rob. — Дилландия
- Liabum Adans. typus
- Oligactis (Kunth) Cass.
- Sampera V.A.Funk & H.Rob. — Сампера

- Подтрибa Munnoziinae H.Rob., 1983
- Munnozia Ruiz & Pav. — Муннозия
- Chrysactinium (Kunth) Weddell — Хризоактиниум

- Подтрибa Paranepheliinae H.Rob., 1983
- Chionopappus Benth.
- Erato DC. — Эрато
- Microliabum Cabrera
- Paranephelius Poepp.
- Philoglossa DC.
- Pseudonoseris H.Rob. & Brettell

- Подтрибa Sinclairiinae H.Rob., 2009
- Liabellum Rydb.
- Megaliabum Rydb.
- Sinclairia Hook. & Arn.
- Sinclairiopsis Rydb.

- Incertae sedis

Cacosmia Kunth — Какосмия

## Галерея

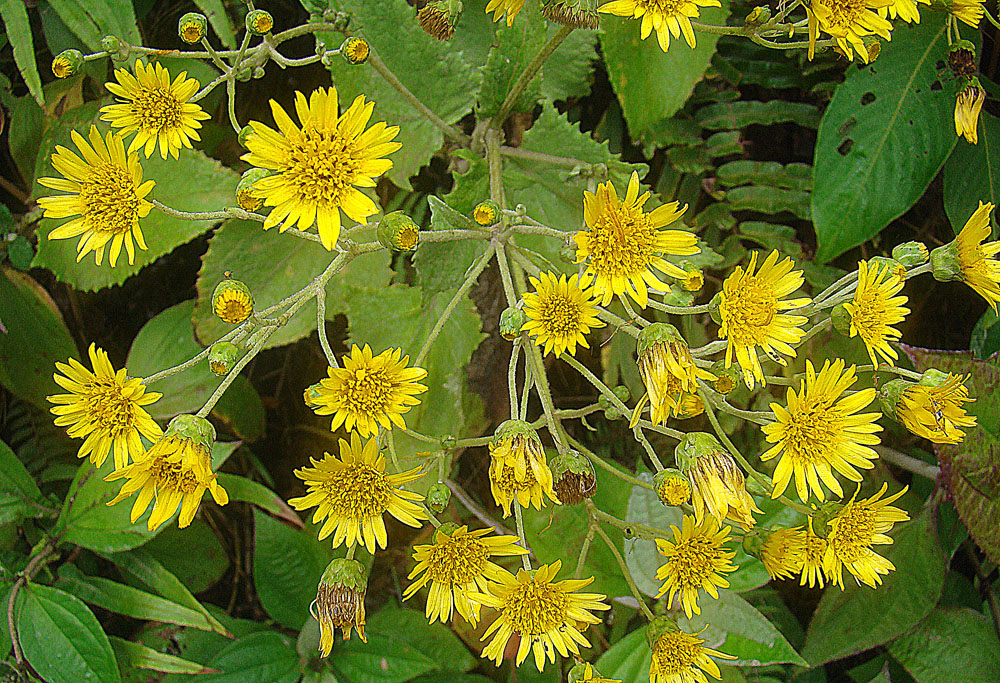
Munnozia wilburii
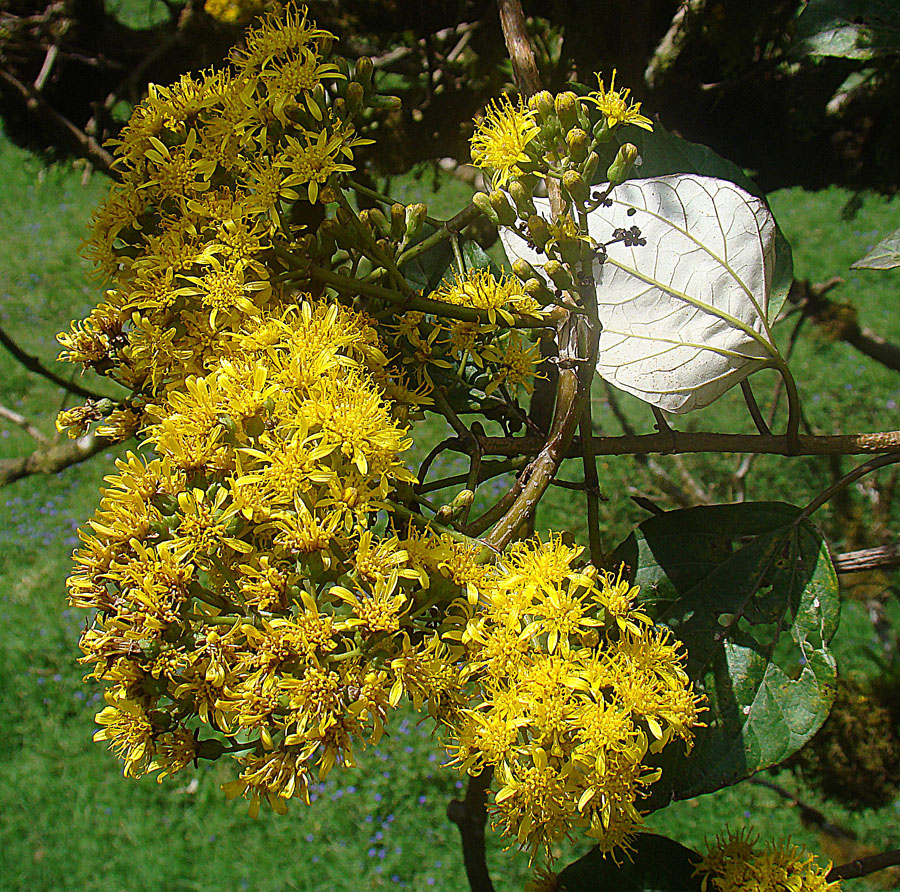
Sinclairia polyantha
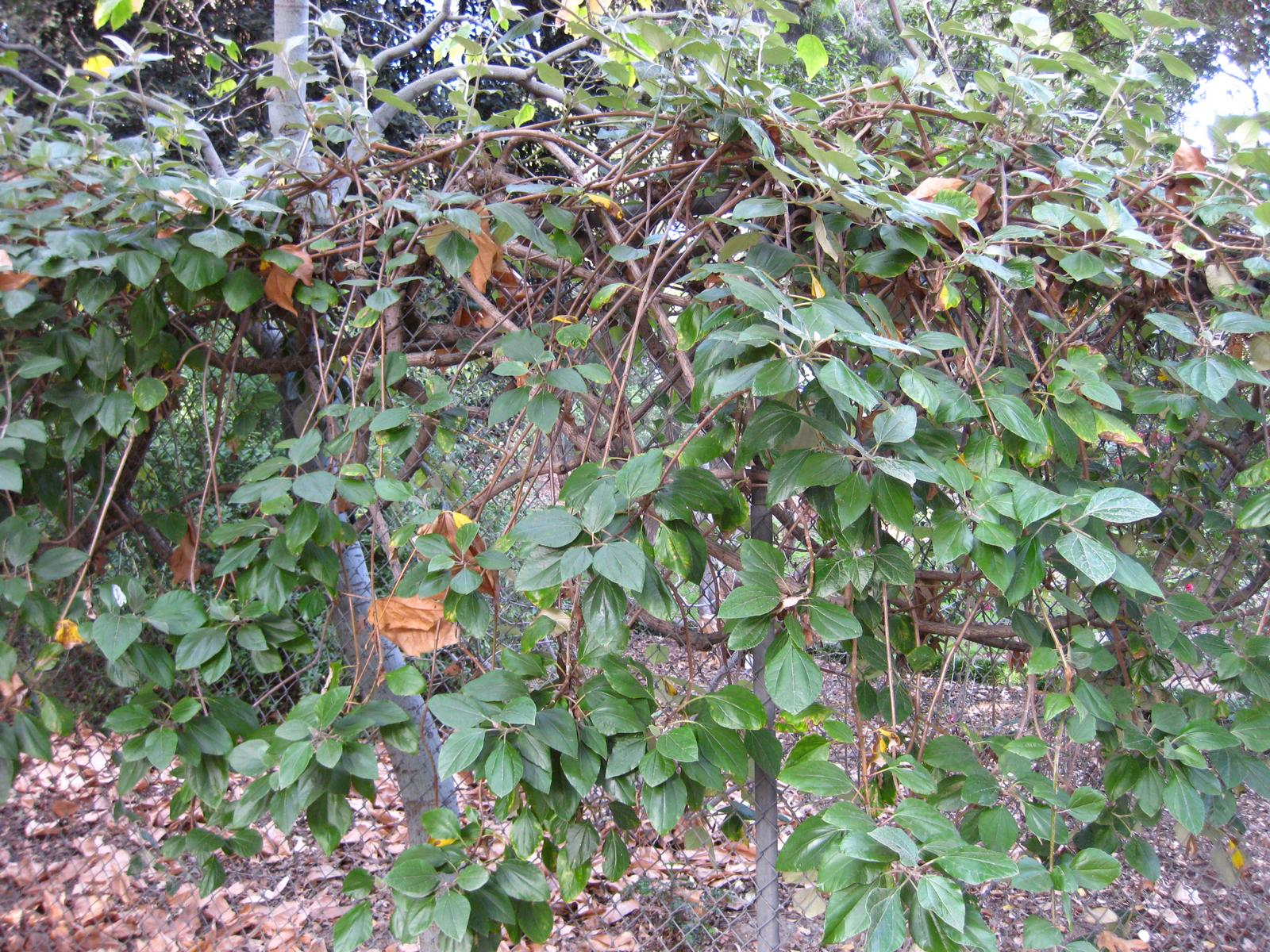
Sinclairia platylepis